# Marquesat de Castellmeià
El Marquesat de Castellmeià és un títol nobiliari concedit el 1716 per Felip V a Francesc de Junyent i de Marimon.

## Titulars
- Francesc de Junyent i de Marimon: 1r marquès de Castellmeià.
- Francesc de Junyent i de Vergós (1662-1735): 2n marquès de Castellmeià, baró de Montclar.
- Josep d'Amat i de Junyent: 3r marquès de Castellmeià i 2n Marquès de Castellbell.[1]
- Joaquim de Càrcer i d'Amat (1836-1923): 8è marquès de Castellbell, marquès de Castellmeià i baró de Pau i de Talamanca
- Maria Dolors d'Amat-Càrcer i de Ros: 9a marquesa de Castellbell, Gran d'Espanya, baronessa de Maldà i Maldanell
- Salvador de Vilallonga i de Càrcer (1891-1974): 10è marquès de Castellbell, Gran d'Espanya (reial carta de successió BOE 23 de gener de 1953), marquès de Castellmeià, baró de Segur, baró de Maldà i Maldanell
- Maria Antònia de Vilallonga i Cabeza de Vaca (+2013, Barcelona): 11è marquesa de Castellmeià. Filla de Salvador de Vilallonga i de Càrcer, heretar del seu pare el títol marquesa de Castellmeià per reial carta de successió: BOE 15 de gener de 1979. Al morir sense descendència el títol queda vacant des del 8 de novembre de 2013.
- María Atalanta de Vilallonga i Meyer: 12è marquesa de Castellmeià (reial carta de successió: BOE 9 de febrer de 2017)